# Дітківці (Золочівський район)
Діткі́вці — село в Україні, у Бродівській міській громаді Золочівського району Львівської області. Дітківці разом з селами Гаї, Гаї-Дітковецькі, Гаї-Смоленські раніше були підпорядковані Гаївській сільській раді. Населення становить 523 особи.

## Географія
Село Дітківці розташоване за 3 км від центру громади, що проходить автошляхом місцевого значення. Відстань до найближчої залізничної станції «Броди» становить 4 км.
Дітківці на заході межують з Бродами, на сході — з Гаями-Дітковецькими, на південному сході — з Гаями.

## Населення

### Мова
За даними всеукраїнського перепису населення 2001 року в селі мешкало 523 особи:
| українська | 501 | 95,79 |
| російська  | 14  | 2,68  |
| інші       | 8   | 1,53  |

## Історія

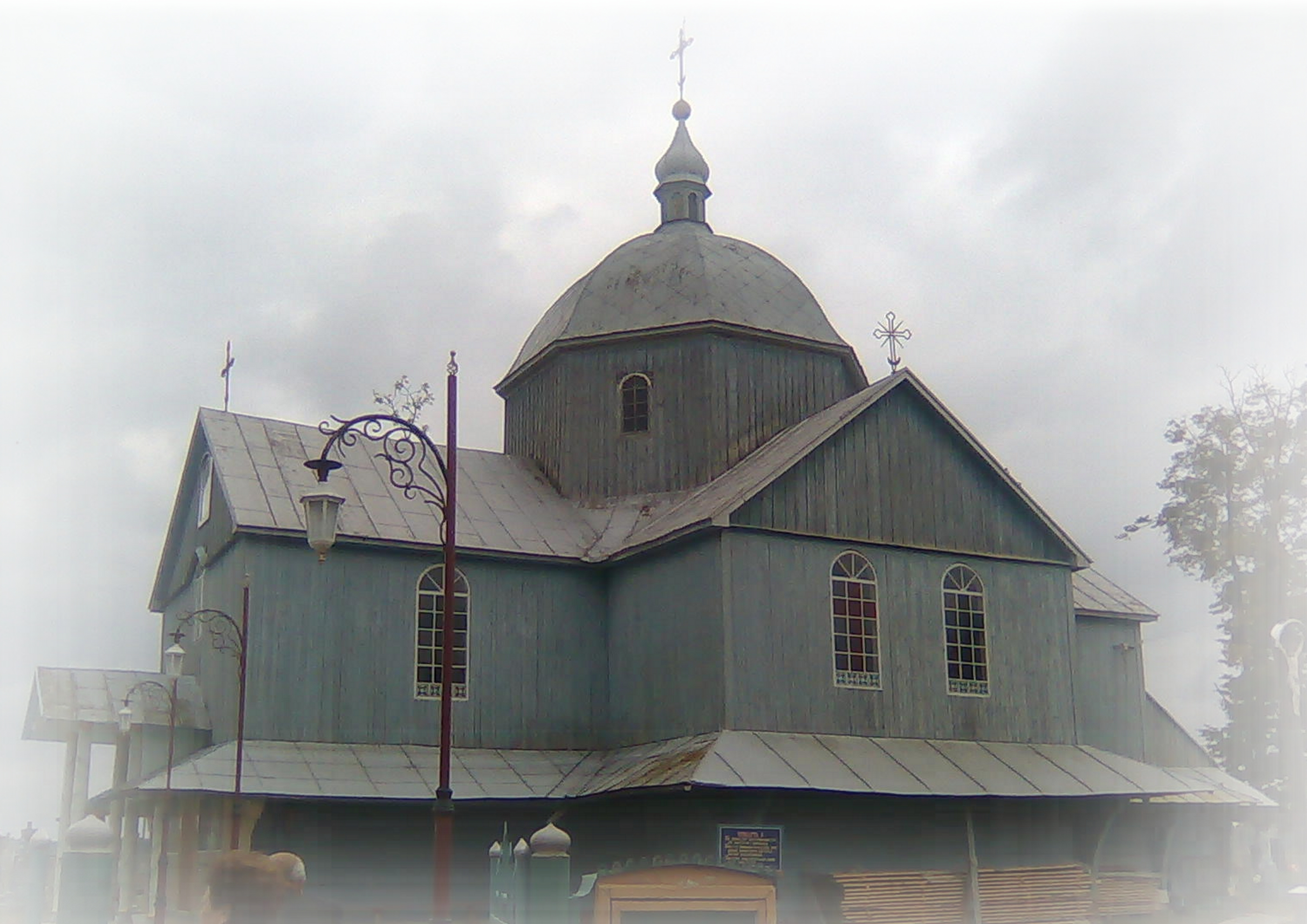
Храм Святого Архистратига Михаїла (1869)

У «Шематизмі» 1832 року знаходимо наступну інформацію, стосовно Дітківців. Вже на той час в селі існувала дерев'яна церква Святого Архистратига Михаїла (мабуть це попередниця нинішньої), яка згоріла під час великої пожежі. Власником села тоді був Міхал Радзієвський, а парохом — о. Миколай Дорожинський. Чисельність греко-католицької парафії налічувала 1472 особи, з них: 794 особи — сільська громада Дітківців та 678 осіб — мешканці Старих Бродів. При парафії існувала парафіяльна церква.
У «Słowniku geograficznemu Królestwa Polskiego i innych krajów słowiańskich», виданому у 1881 році у Варшаві, подається наступна інформація стосовно Дітківців, а саме, що «Дітківці та Гаї-Дітковецькі — села Бродівського повіту, віддалені від староства, суду повітового; нотаріального, поштового та телеграфного управління, залізничної станції та римо-католицької парафії в Бродах на півмилі австрійської (приблизно 3,71 км); великі наділи орної землі займають територію у 1010, луки та сади — 33, пасовиська — 122, ліси — 1033; малі наділи орної землі — 1426, луки та сади — 93, пасовиська — 86; ліси — 49 австрійських моргів. Чисельність населення — 1308 осіб, з них: 75 римо-католиків (поляків), 1090 греко-католиків (українців) та 143 євреї. До греко-католицької парафії на Дітківцях належать крім Гаїв-Дітковецьких філія у Старих Бродах з 501 та Новічизна з 71 особою греко-католицького обряду. В тому селі є кредитна каса з фондом обігових коштів в сумі 217 злотих австрійських».
Парафія села належала до Брідського деканату Золочівського протопресвітерату. В селі була дерев'яна церква Святого Михаїла, споруджена у 1869 році, а освячена у 1904 році. Власником села була Юлія Марія Радзієвська, а парохом села був москвофіл — о. Іван Мриглодович, який під час російської окупації Галичини та Волині, у 1914 році перейшов у православну віру, а його місце у 1918 році зайняв о. Олександр Чубатий (нар. 1869, ркп. 1896). До парафії Дітківців належали також парафії села Гаї Дітковецькі з церквою Святого Дмитра (1879) та Старих Бродів і Новочизні з церквою Собору Пресвятої Богородиці (1743).
Щодо чисельності парафії, то у 1909 році Дітковецька парафія налічувала 1955 греко-католиків, 18 римо-католиків та 215 євреїв, з них: у Дітківцях — 500 греко-католиків, 12 римо-католиків та 8 євреїв; у Гаях Дітковецьких — 780 греко-католиків, 6 римо-католиків та 7 євреїв; на Старих Бродах і Новичизні — 675 греко-католиків, 150 римо-католиків та 210 євреїв. Сестри-служниці латинського обряду мали свою капличку.

В городі парафії о. Олександра Чубатого у Дітківцях (1935)

У 1909 році в селі школи не було, а діти відвідували двокласну школу у Бродах. Серед учнів школи було 60 українських дітей, з часом кількість український учнів збільшилася до 120 осіб. На Старих Бродах була однокласна школа з двома вчителями, які викладали руську мову. В школі навчалося 106 учнів, переважно представників греко-католицької громади села. У Гаях Дітковецьких також була однокласна школа, де також викладалася руська мова та навчалося 104 учні.
Парафія села на той час мала городів 3 морги 636 саженів (3131,136 га), орного поля — 200 моргів (184320 га), сіножатей — 16 моргів (14745,6 га), лісу — 17 моргів 1147 саженів (16327,87 га). Прибуток з орного поля становив 772 австрійських крон 64 галери, відсоток капіталу за облігаціями та ощадними книжками становив 4814 австрійських крон.
У 1935 році у Дітківцях налічувалося 660 греко-католиків, 50 римо-католиків та 7 інших віросповідань.
Під час німецької окупації парохом у Дітківцях був о. Володимир Жолкевич, знаний диригент хорів. Помер у 1984 році у канадському Торонто.
З Дітківцями пов'язані молоді роки дітей о. Олександра Чубатого, які після закінчення Другої світової війни опинилися у еміграції в Північній Америці. Доктор Володимир Чубатий, який практикував лікарську справу в Тернополі та колишній директор Брідського Повітового Союзу Кооперативів і громадський діяч Юрій Чубатий опинилися у Вінніпезі, а гімназійний вчитель Данило Чубатий помер у Детройті.
У червні 1941 році, під час відступу Червоної армії, на околицях Дітківців відбулися масові розстріли рекрутів радянської армії з числа місцевої молоді, здійснені військами НКВС.
У 1946 році на парафії с. Дітківці служив о. Миргодович, який після псевдособору перейшов до РПЦ.
Ініціаторами відновлення УГКЦ були п. Іван Матерецький, дяк Тома Олійник та о. Ярослав Царик. Без конфліктів парафія перейшла до УГКЦ. Першими парохами  Дітківців були о. Михайло Грицишин, о. Я. Царик. Його наступниками були: о. І. Вихор, о. М. Підлубний, б. п. о. Ю. Бешлей, о. М. Мазурчук (з 2001 року).
У 1945—1958 роках поблизу Дітківців, а саме на полі за бродівської СШ № 2 знаходився військовий аеродром, на якому базувалися штурмовики Іл-2.
12 червня 2020 року, відповідно до розпорядження Кабінету Міністрів України № 718-р «Про визначення адміністративних центрів та затвердження територій територіальних громад Львівської області», село увійшло до складу Бродівської міської громади. 19 липня 2020 року, в результаті адміністративно-територіальної реформи та ліквідації Бродівського району, село увійшло до складу новоствореного Золочівського району.

## Історичні пам'ятки

### Храми, некрополі
Церква Святого Архистратига Михаїла, споруджена 1869 року у центральній частині села. Поряд з церквою знаходиться сільський цвинтар. Старі поховання на ньому групуються біля храму. Тут є поховання баронів Радзейовських, надгробки на яких виконано у характерних для XIX століття стилях — історичного еклектизму та класицизму. Найбільш унікальною серед них є фігура Святого Костянтина, встановлена на одному з надгробків та датована 1831 роком. Тут також присутня велика кількість зразків етнічної русинської скульптури другої половини ХІХ — першої половини XX століть. На цьому цвинтарі поховано знаного діяча москвофільського руху періоду першої світової війни — о. Іґнатія Ґудиму. За будинком колишньої плебанії, що з протилежного боку від церкви, колись знаходився старий сільський цвинтар. До наших днів зберігся лише один пам'ятник — на могилі о. Миколая Дорожинського.

### Пам'ятки монументального мистецтва
- Пам'ятний знак «Поле солдатської слави» (1984).
- Пам'ятний знак-хрест, встановлений при шляхові з Дітківців та Гаї-Дітковецькі — на місці масових розстрілів місцевого населення військами НКВС під час відступу Червоної армії у 1941 році. На табличці викарбувані слова: «Тут поховано безневинно убієнних галичан. Жертв сталінських репресій 1941 р.».

## Відомі люди
- о. Іґнатій Ґудима — священик-москвофіл, проповідник православ'я на Галичині.
- Степан Романюк на псевдо «Хмурий», народився у с. Дітківці, входив до складу Ясенівського куща ОУН та займав посаду кущового господарчого[23].
- Володимир Чубатий — учасник національно-визвольних змагань 1917—1921 років, старшина УГА, громадський діяч, засновник філії товариства «Просвіта», церковного хору у Великих Фільварках, один з активних учасників музичного товариства «Боян», товариства «Сільський господар», засновник ряду сільських організацій «Луг» на Брідщині. Редактор газети «Брідські вісті» (1936—1937). Займався фотографією. Після війни емігрував до США, де брав активну участь у житті української діаспори, зокрема, диригував хором у Бетлехемі, тривалий час головував у відділі УККА у Бриджпорті тощо[24]. Помер у Вінніпезі у 1965 році.

## Галерея

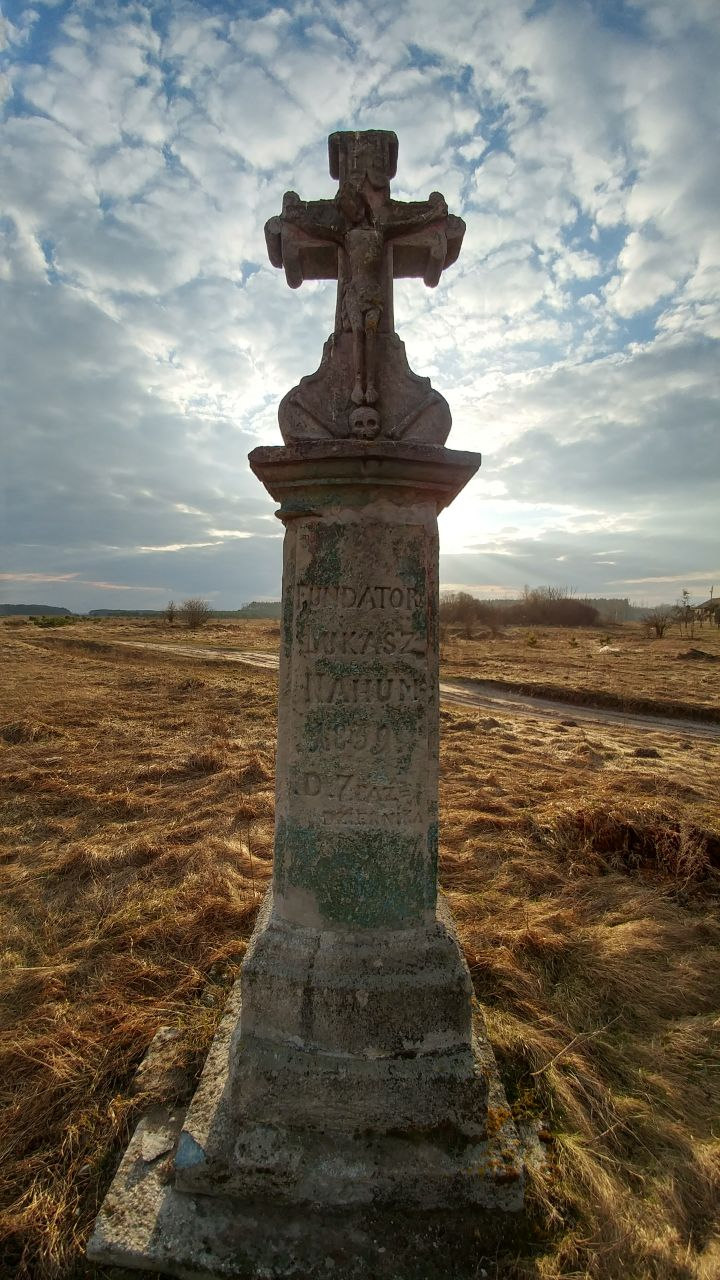
Хрест Свободи. 1839 рік
Пам'ятний знак «Поле солдатської слави» (1984)
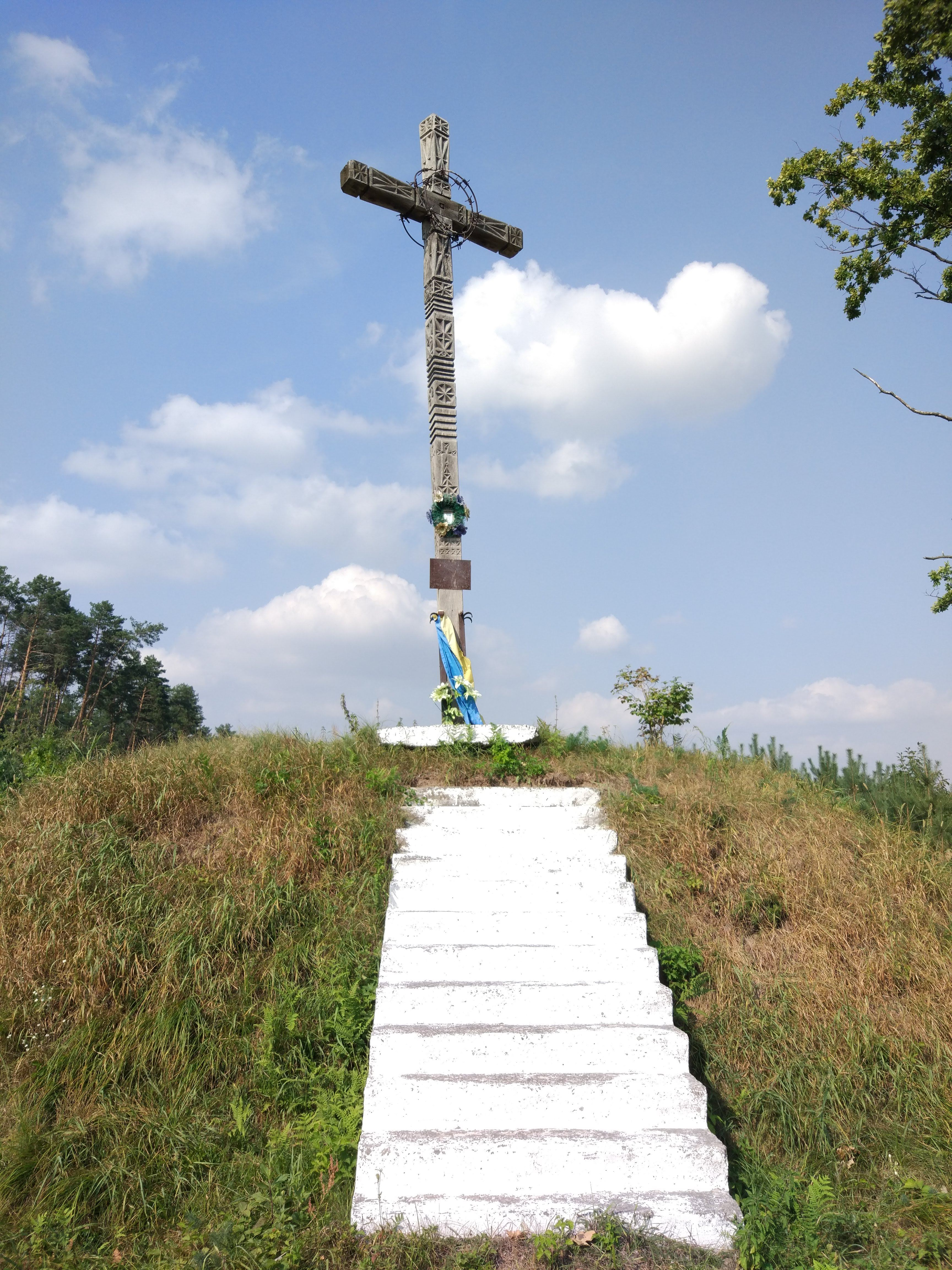
Хрест на місці поховання безневинно вбитих галичан — жертв сталінських репресій 1941 р.